# Fousseni Diabaté
Fousseni Diabaté (* 18. Oktober 1995 in Aubervilliers) ist ein malisch-französischer Fußballspieler. Seit 2023 steht er in der Schweiz beim FC Lausanne-Sport unter Vertrag und ist malischer Nationalspieler.

## Spielerkarriere

### Im Verein
In seiner Jugend spielte Diabaté sieben Jahre lang im Nachwuchs von Stade Rennes, ehe er dort 2011 ausgeschlossen wurde. Nach kurzer Zwischenstation beim Amateurverein CPB Bréquigny aus Rennes sowie einem Probetraining FC Lorient wurde er anschließend in die Jugendabteilung von Stade Reims aufgenommen. 2014 rückte er dort in die zweite Mannschaft des Vereins auf.
Im Sommer 2015 verpflichtete ihn der Erstligist EA Guingamp für seine zweite Mannschaft. Im Dezember 2016 debütierte er zudem in der Profimannschaft im Coupe-de-la-Ligue-Spiel gegen Olympique Lyon, bei dem er in der zweiten Halbzeit eingewechselt wurde und später im Elfmeterschießen einen Elfmeter verwandeln konnte; in der Liga wurde er jedoch nicht eingesetzt. Im Sommer 2017 wechselte Diabaté zum Zweitligisten Gazélec FC Ajaccio, bei dem er sich als Stammspieler durchsetzen konnte. Bereits im November 2017 verlängerte der Verein seinen zunächst bis 2019 befristeten Vertrag vorzeitig um ein Jahr bis 2020.
Im Januar 2018 verpflichtete ihn der englische Erstligist Leicester City gegen Zahlung einer Ablösesumme und stattete ihn mit einem Vertrag über viereinhalb Jahre bis 2022 aus. Im restlichen Verlauf der Saison bis zum Sommer kam Diabaté dort regelmäßig zum Einsatz und bestritt 14 Spiele. In der anschließenden Saison 2018/19 fand er jedoch kaum noch Berücksichtigung und bestritt bis Januar 2019 nur noch ein Ligaspiel. Daraufhin wurde er bis zum Saisonende an den türkischen Erstligisten Sivasspor ausgeliehen, bei dem er sich anschließend als Stammspieler durchsetzen konnte. Im Sommer 2019 kehrte Diabaté zunächst nach Leicester zurück, ehe er im September 2019 ohne Kaufoption an den französischen Erstligisten Amiens SC verliehen wurde. Bis zum vorzeitigen Abbruch der Saison aufgrund der COVID-19-Pandemie im März 2020 kam er dort auf 20 Ligaspiele und kehrte anschließend im Sommer 2020 erneut nach Leicester zurück.
Im September 2020 wechselte Diabaté erneut in die Türkei, wo ihn der Erstligist Trabzonspor fest verpflichtete. Nach lediglich sechs Ligaeinsätzen bis Januar 2021 verlieh ihn der Verein bis zum Saisonende an den Ligakonkurrenten Göztepe Izmir. Die folgende Saison 2021/22 verbrachte Diabaté auf Leihbasis beim Erstliga-Aufsteiger Giresunspor.
Nach Ablauf der Leihe schloss sich Diabaté im Sommer 2022 dem serbischen Erstligisten FK Partizan Belgrad an. Dort konnte er sich ebenfalls als Stammspieler durchsetzen und bestritt 32 Ligaspiele. Mit der Mannschaft nahm er zudem erstmals an einem Europapokal-Wettbewerb teil, wobei ihm in der UEFA Europa Conference League in den Vorrundenspielen gegen den 1. FC Köln, OGC Nizza und den 1. FC Slovácko insgesamt vier Tore gelangen. Nach einem Jahr verließ er den Verein im September 2023 wieder und wechselte stattdessen zum Schweizer Erstliga-Aufsteiger FC Lausanne-Sport.

### Nationalmannschaft
Mit der malischen U20-Nationalmannschaft nahm Diabaté 2015 an der U20-Afrikameisterschaft teil und belegte mit der Mannschaft den vierten Platz, wobei er selbst in vier Turnierspielen zum Einsatz kam. Im Sommer desselben Jahres nahm er mit der Mannschaft darüber hinaus auch an der U20-Weltmeisterschaft teil und konnte den dritten Platz erreichen, kam jedoch selbst nur in einem der Vorrundenspiele gegen Serbien zum Einsatz. 2016 bestritt er zudem drei Freundschaftsspiele mit der U23-Nationalmannschaft.
Im Oktober 2023 wurde Diabaté erstmals in den Kader der malischen A-Nationalmannschaft berufen und bestritt mit den anschließenden Freundschaftsspielen gegen Uganda und Saudi-Arabien daraufhin seine ersten beiden Länderspiele. Anfang 2024 nahm er mit der Mannschaft am Afrika-Cup in der Elfenbeinküste teil und kam dort in allen fünf Spielen zum Einsatz, ehe das Team im Viertelfinale gegen die Gastgeber ausschied.